# Salvador da Bahia
Salvador város Brazíliában, az Atlanti-óceán partján, Bahia szövetségi állam székhelye, a São Salvador da Bahia-i főegyházmegye érseki székvárosa. Modern nagyváros, ipari, kereskedelmi és kulturális központ, az ország északkeleti partjának legnagyobb városa. Lakóinak száma 2 700 000 fő volt 2012-ben.
1549–1763 között, a gyarmati korszakban Brazília fővárosa és a brazil rabszolga-kereskedelem központja volt. Napjainkban még mindig sokkal nagyobb itt a négerek aránya, mint az ország délebbi nagyvárosaiban. Salvador a tánc, az ünnepek városa is, egymást érik a színpompájukban és hangulatukban egyedülálló ünnepek.

## Éghajlat
A város éghajlata trópusi, általában 25–32 fok között változik a hőmérséklet, de 19 fok alá soha nem süllyed. Egész évben lehet esőre számítani, de a kimondott esős évszak áprilistól augusztusig tart.
| Hónap                         | Jan. | Feb. | Már. | Ápr. | Máj. | Jún. | Júl. | Aug. | Szep. | Okt. | Nov. | Dec. | Év   |
| ----------------------------- | ---- | ---- | ---- | ---- | ---- | ---- | ---- | ---- | ----- | ---- | ---- | ---- | ---- |
| Átlagos max. hőmérséklet (°C) | 30,0 | 30,0 | 30,0 | 28,6 | 27,7 | 26,5 | 26,2 | 26,4 | 27,2  | 28,1 | 29,0 | 29,0 | 28,2 |
| Átlagos min. hőmérséklet (°C) | 23,7 | 24,0 | 24,1 | 23,0 | 23,0 | 22,1 | 21,4 | 21,3 | 21,8  | 22,5 | 23,0 | 23,2 | 22,8 |
| Átl. csapadékmennyiség (mm)   | 111  | 121  | 145  | 321  | 325  | 251  | 204  | 136  | 112   | 122  | 118  | 132  | 2098 |
| Forrás:                       |      |      |      |      |      |      |      |      |       |      |      |      |      |

## Népesség
A város népességének változása:
| Lakosok száma | 2 443 107 | 2 675 656 | 2 902 927 | 2 921 087 | 2 886 698 | 2 900 319 | 2 417 678 |
|               | 2000      | 2010      | 2014      | 2015      | 2020      | 2021      | 2022      |

## Gazdaság
A környező cukornád-, banán- és dohánytermő vidék központja. Kikötőváros, ahol leginkább szivart és más dohányárukat, petrolkémiai terméket, nyersbőrt, kávét, növényi olajat és egyéb mezőgazdasági termékeket tesznek hajókra. Jelentős iparág a hajóépítés, a gépgyártás, az autógyártás (Ford), a petrolkémiai ipar. Gazdaságilag a város Brazília egyik legfontosabb központja. Az utóbbi évtizedekben rengeteg sokemeletes iroda- és lakóház épült. Az idegenforgalomban (Rio de Janeiro után) a 2. legfontosabb turisztikai központ az országban.

## Közlekedés

### Légi
A város repülőtere a Salvador nemzetközi repülőtér.

## Galéria

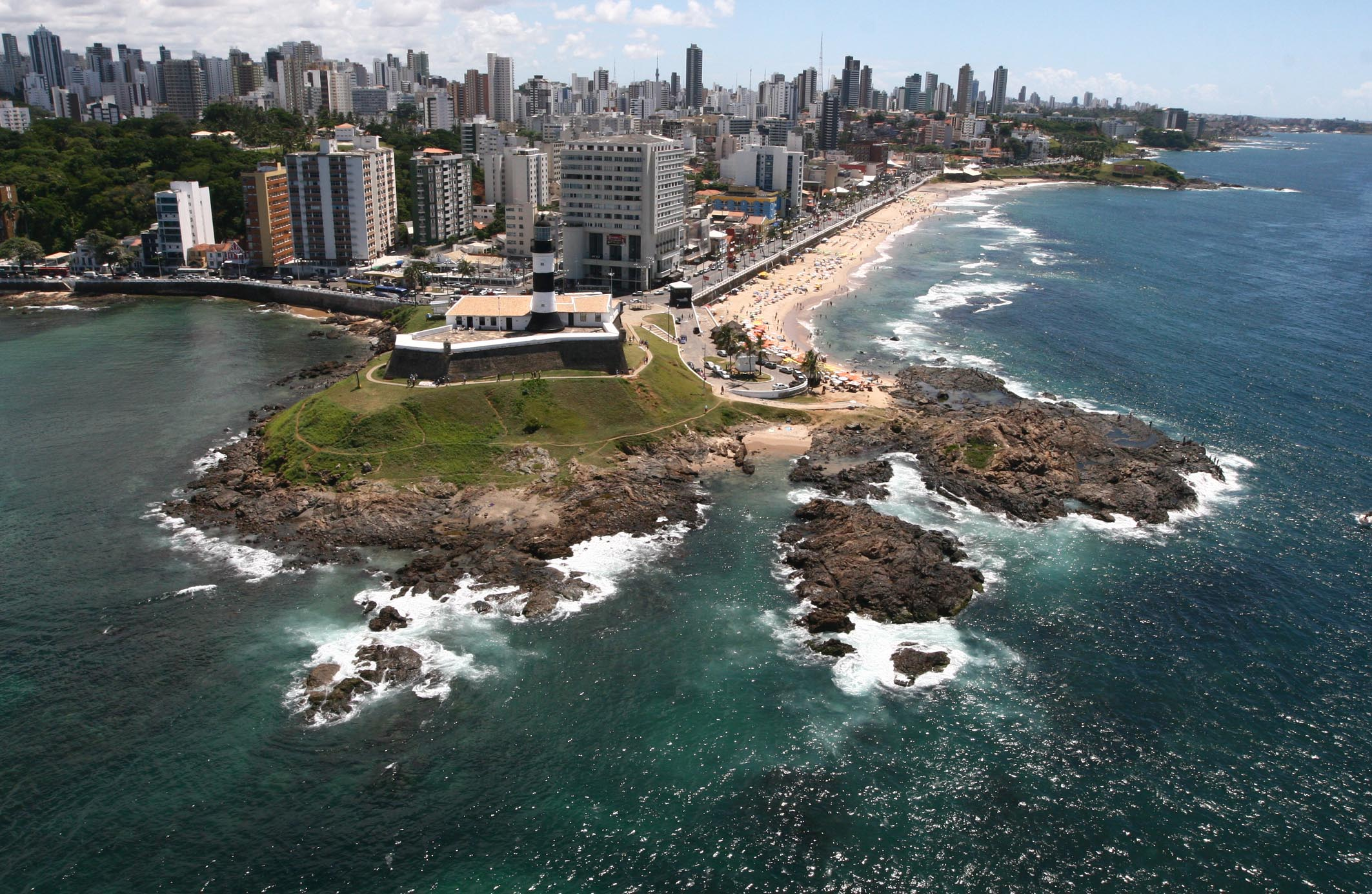
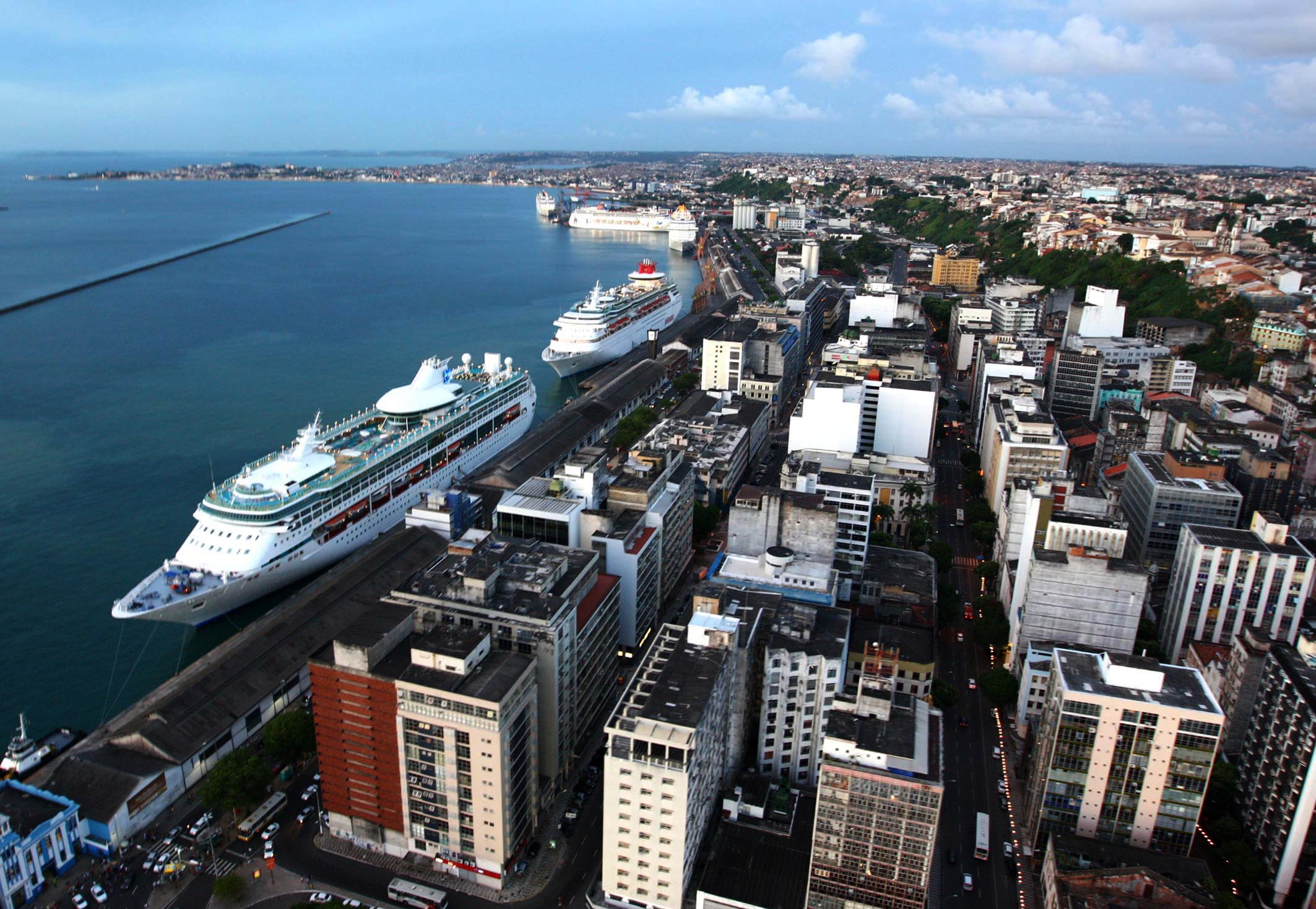
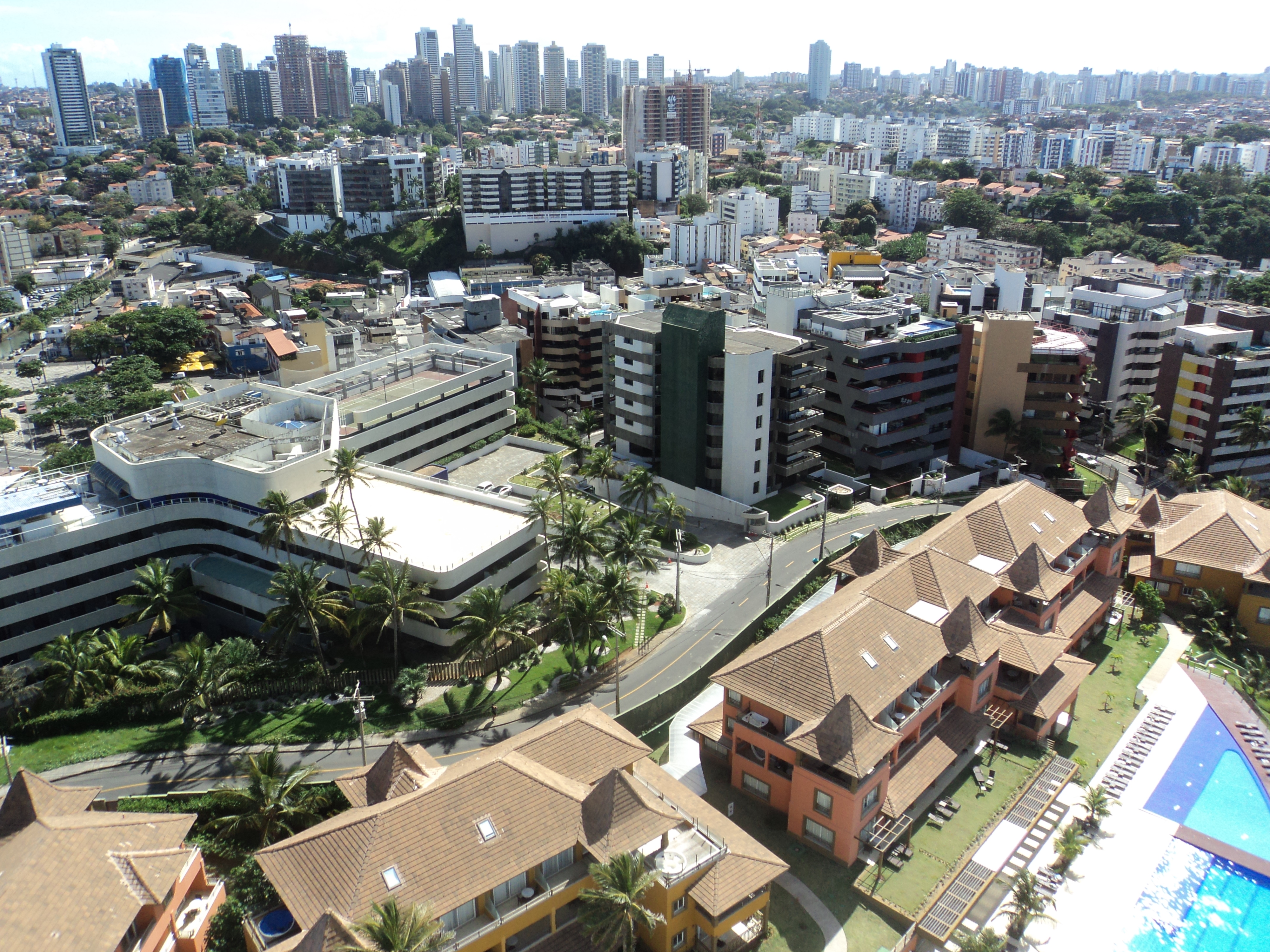
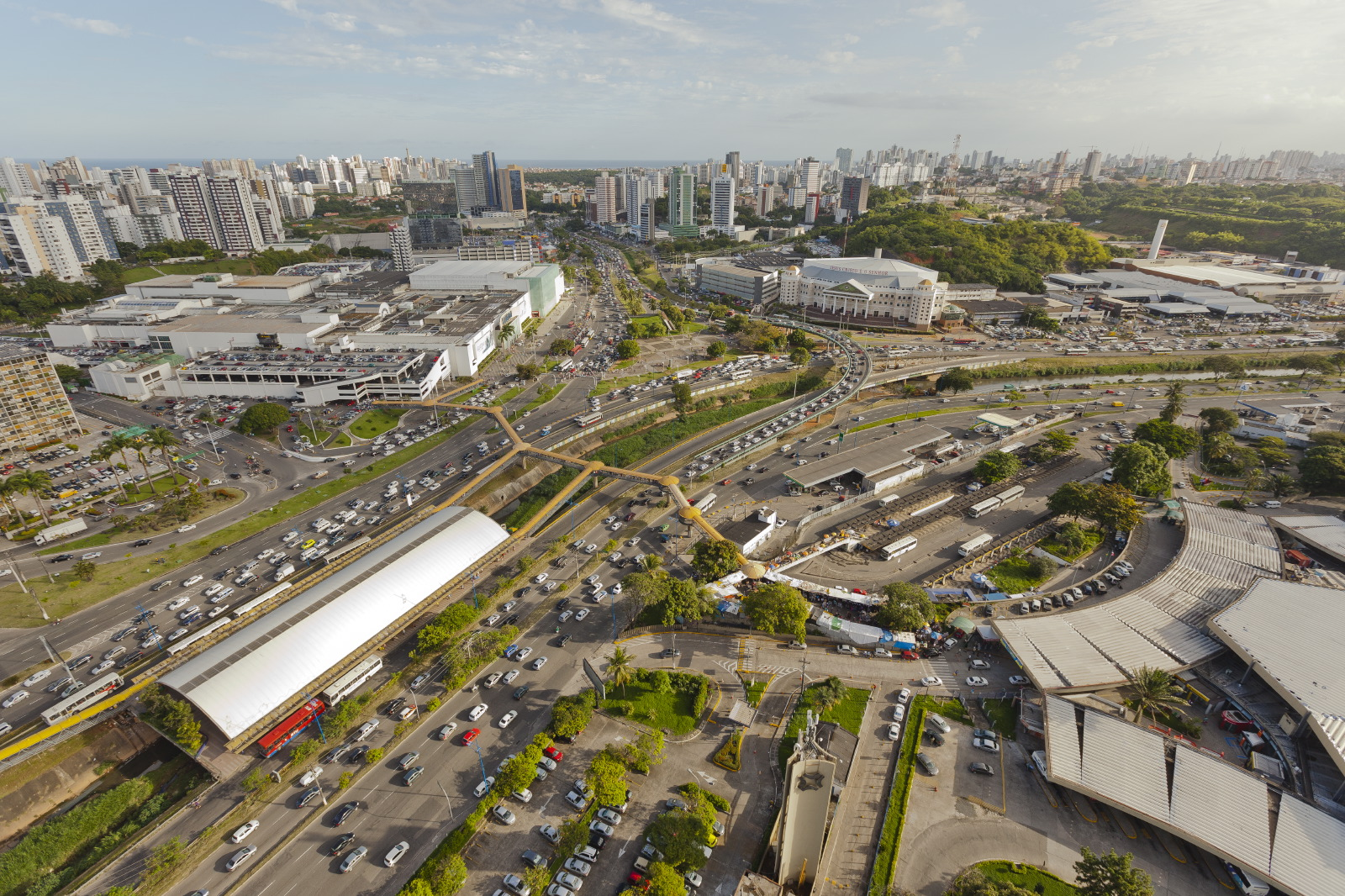
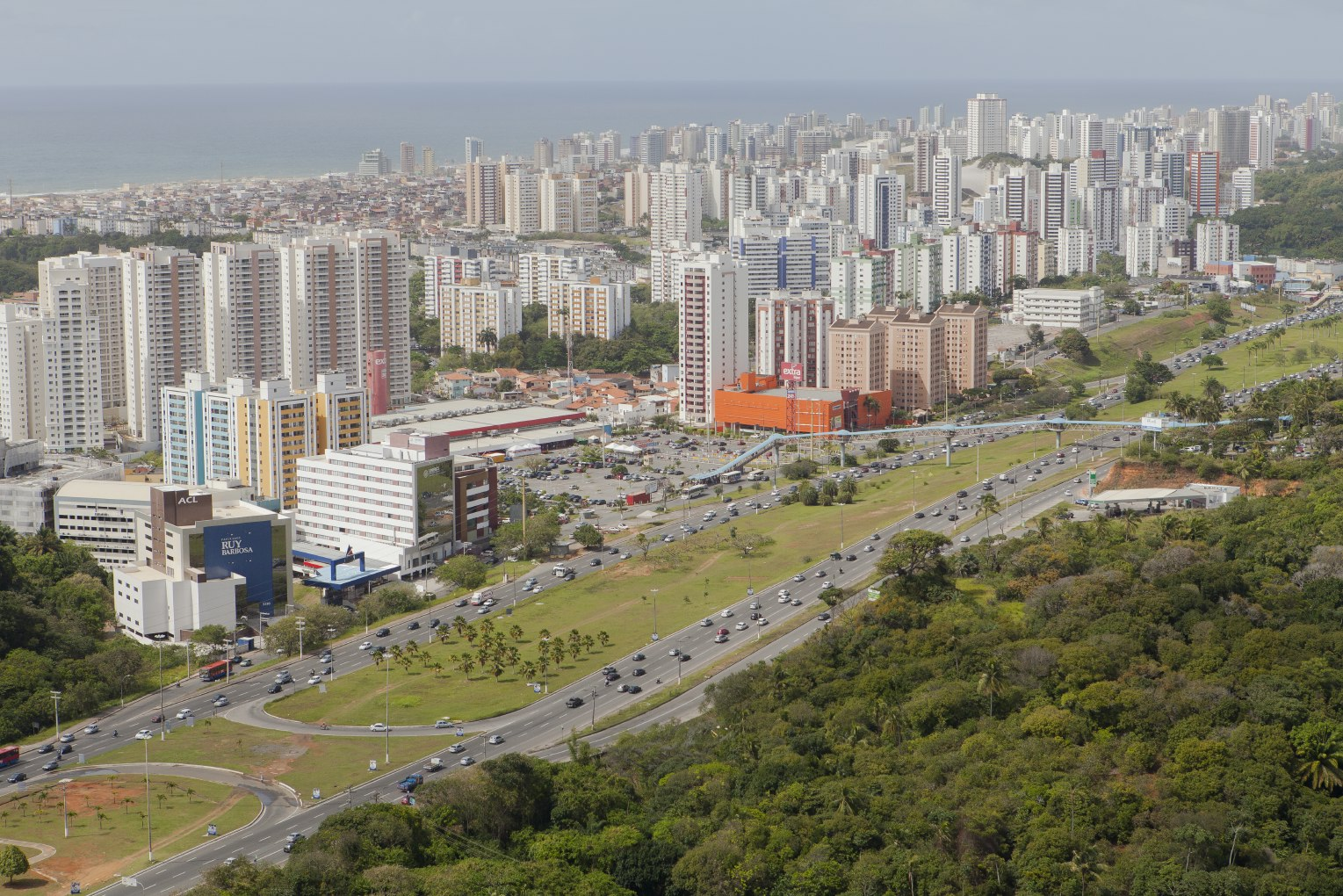
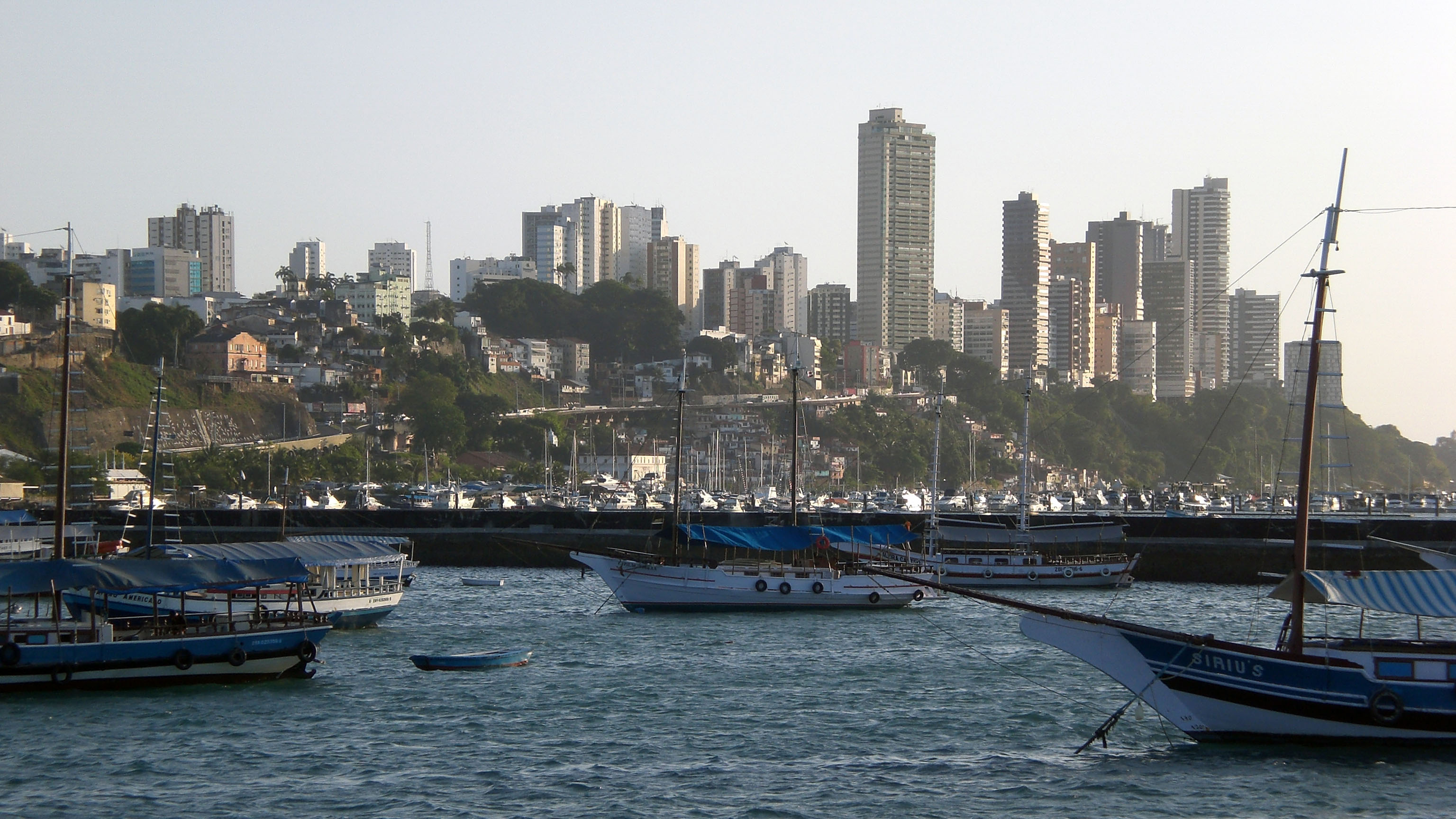
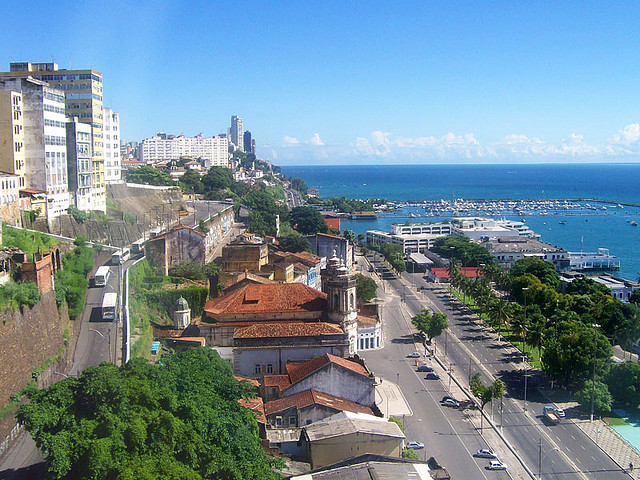
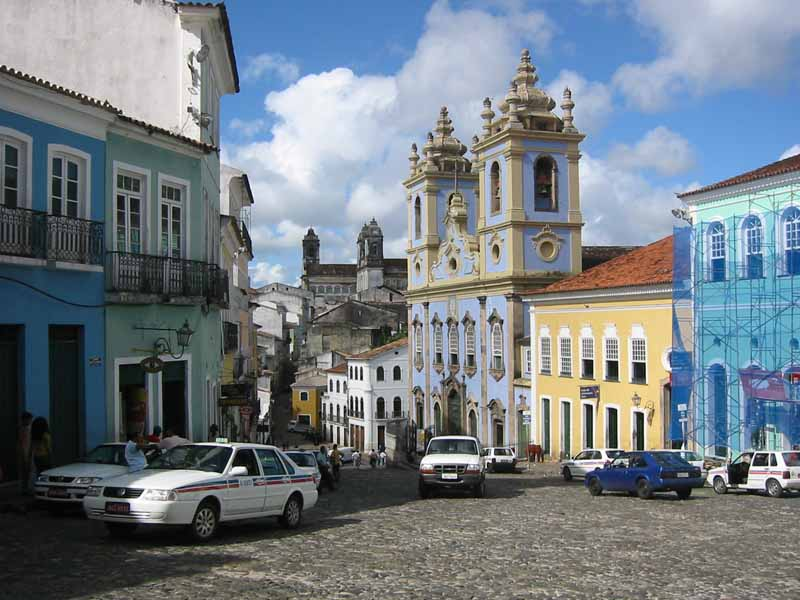
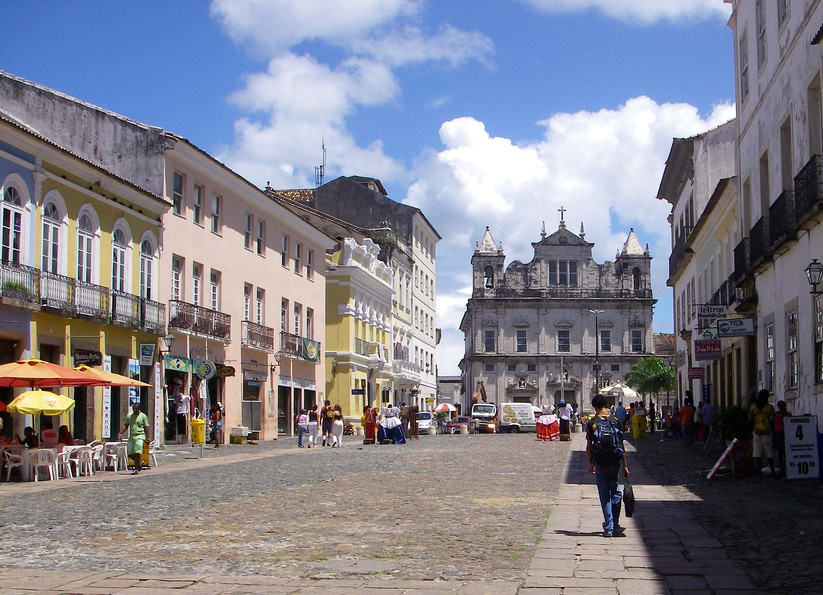
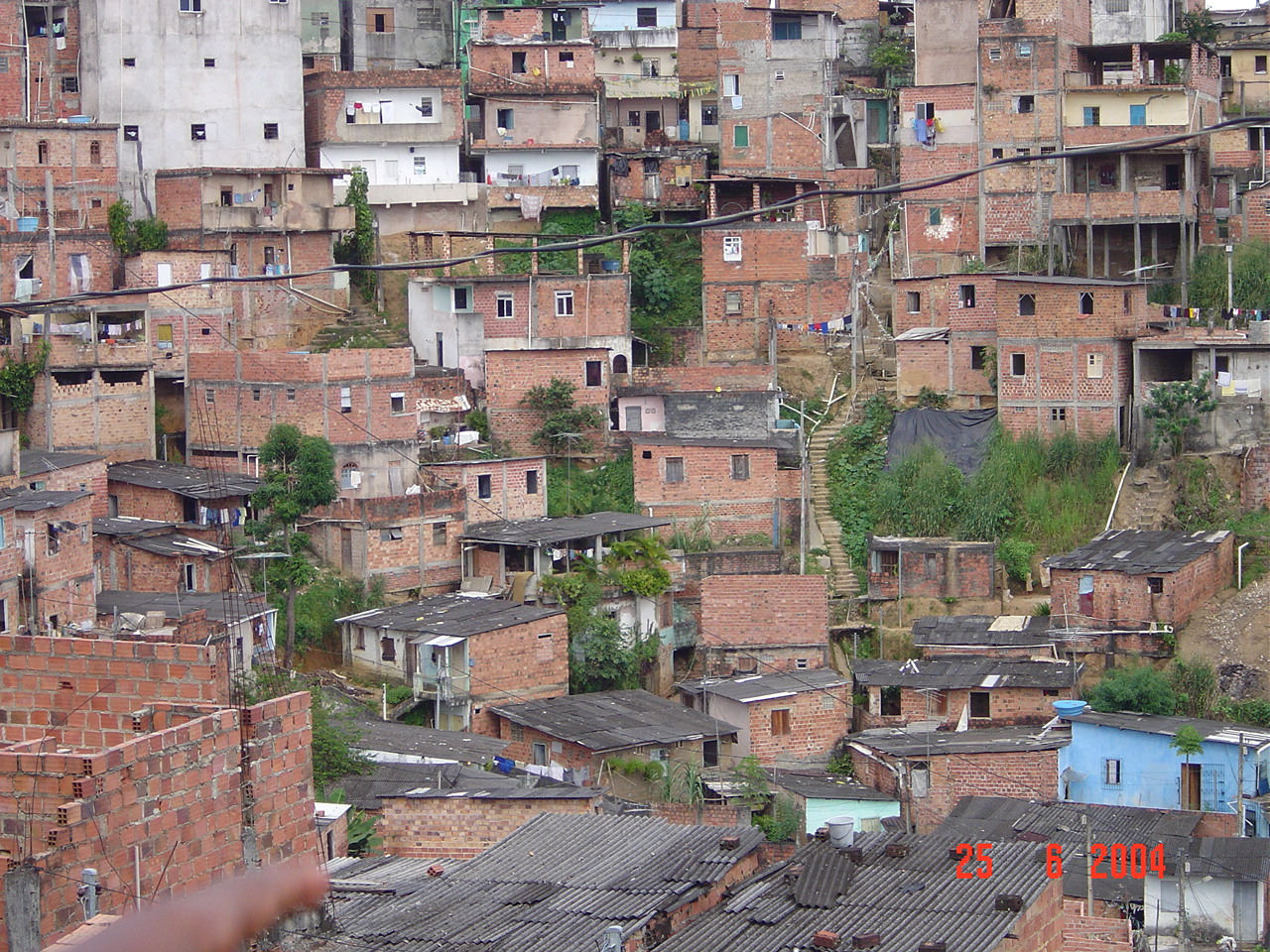
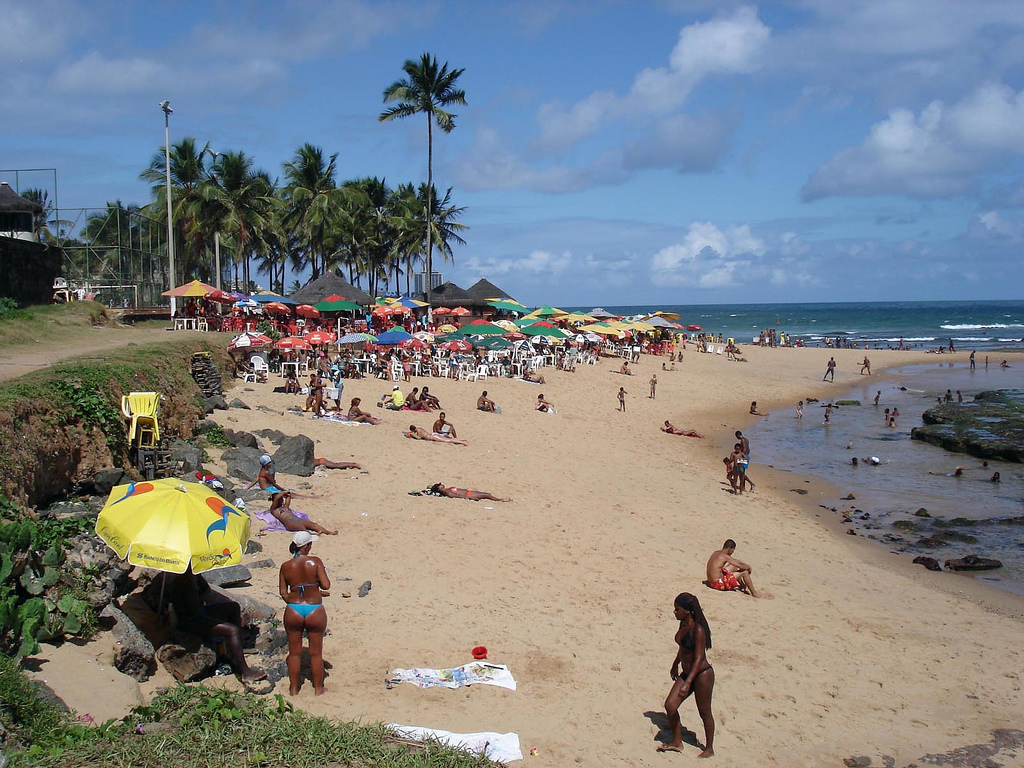
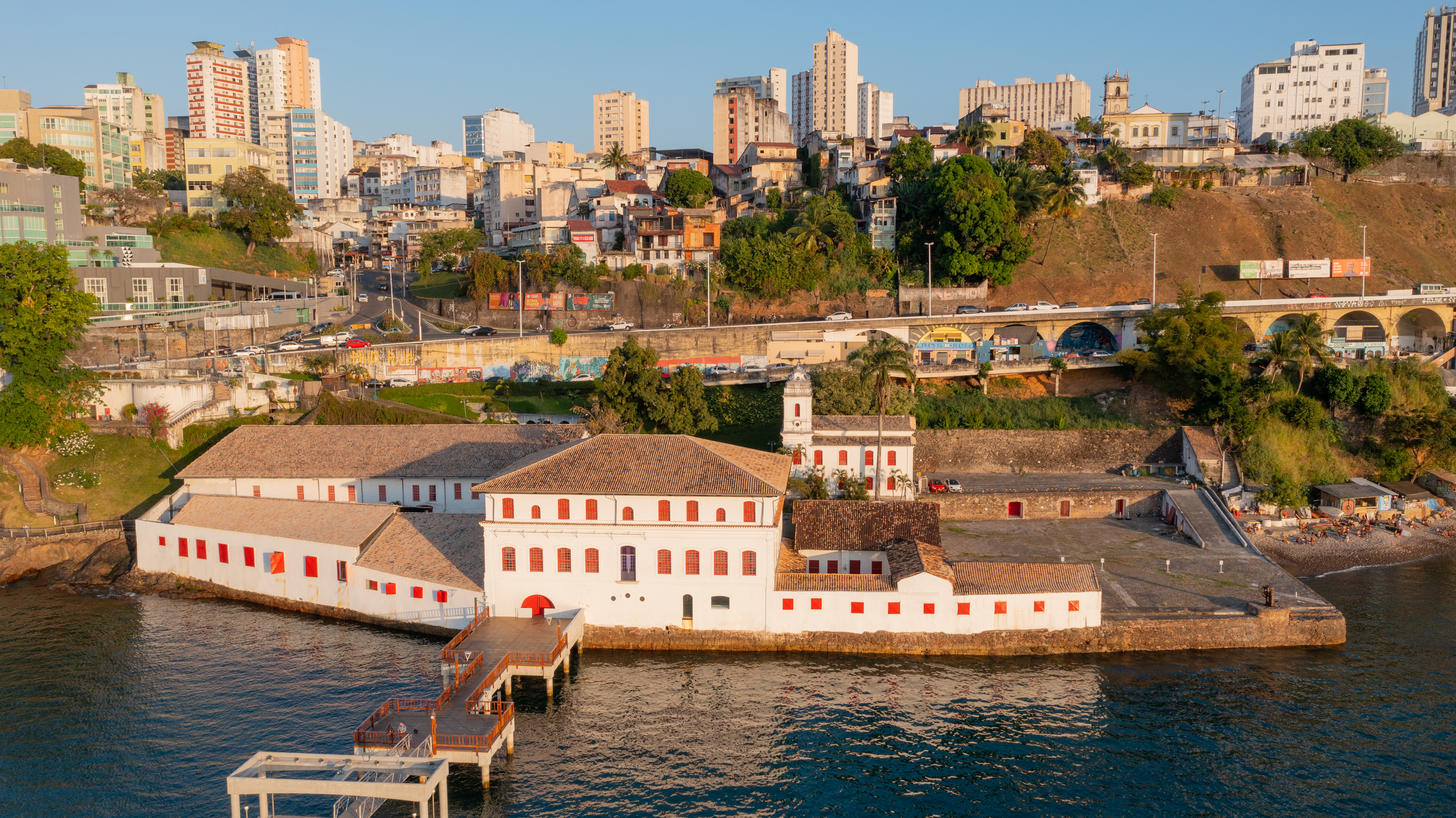
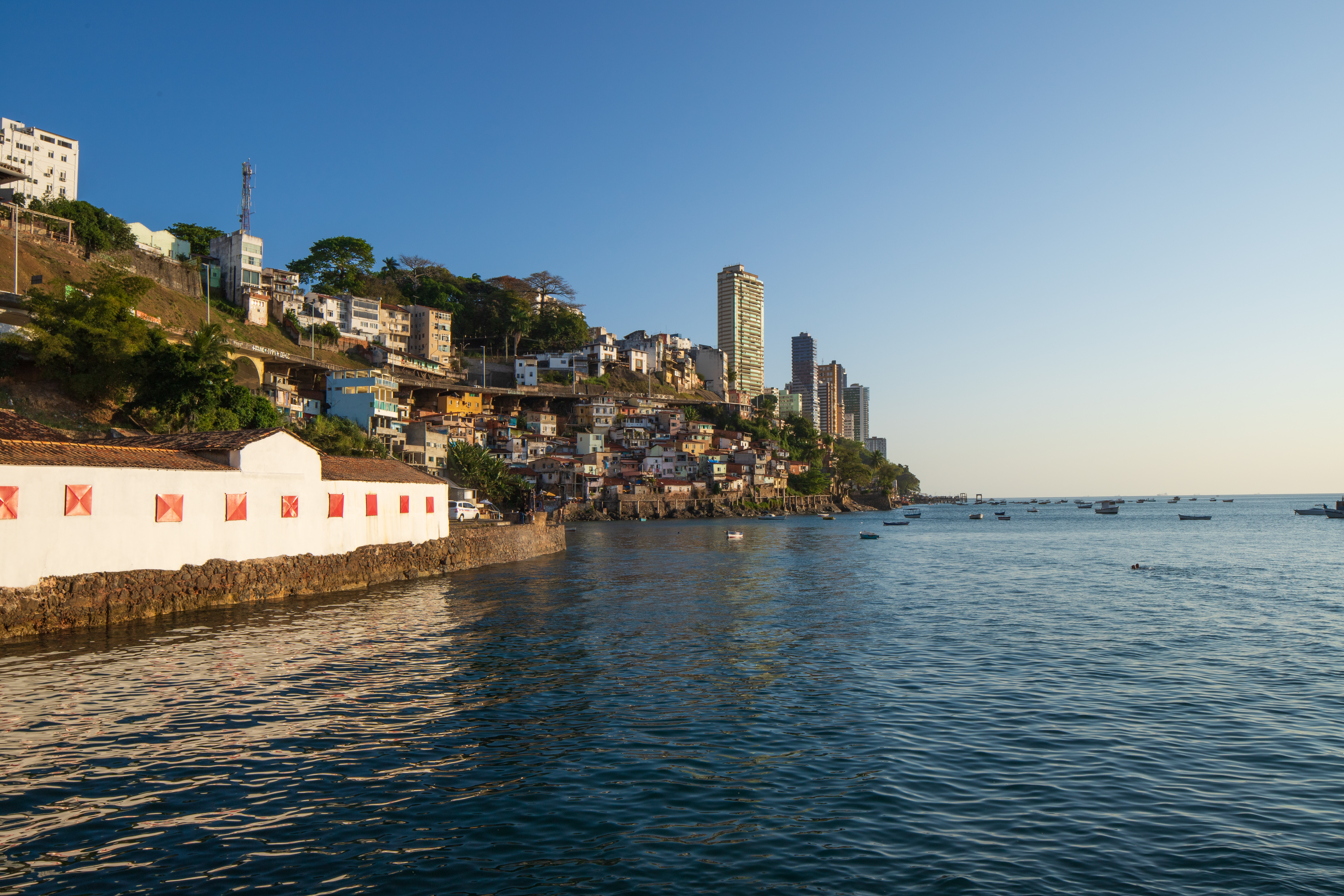
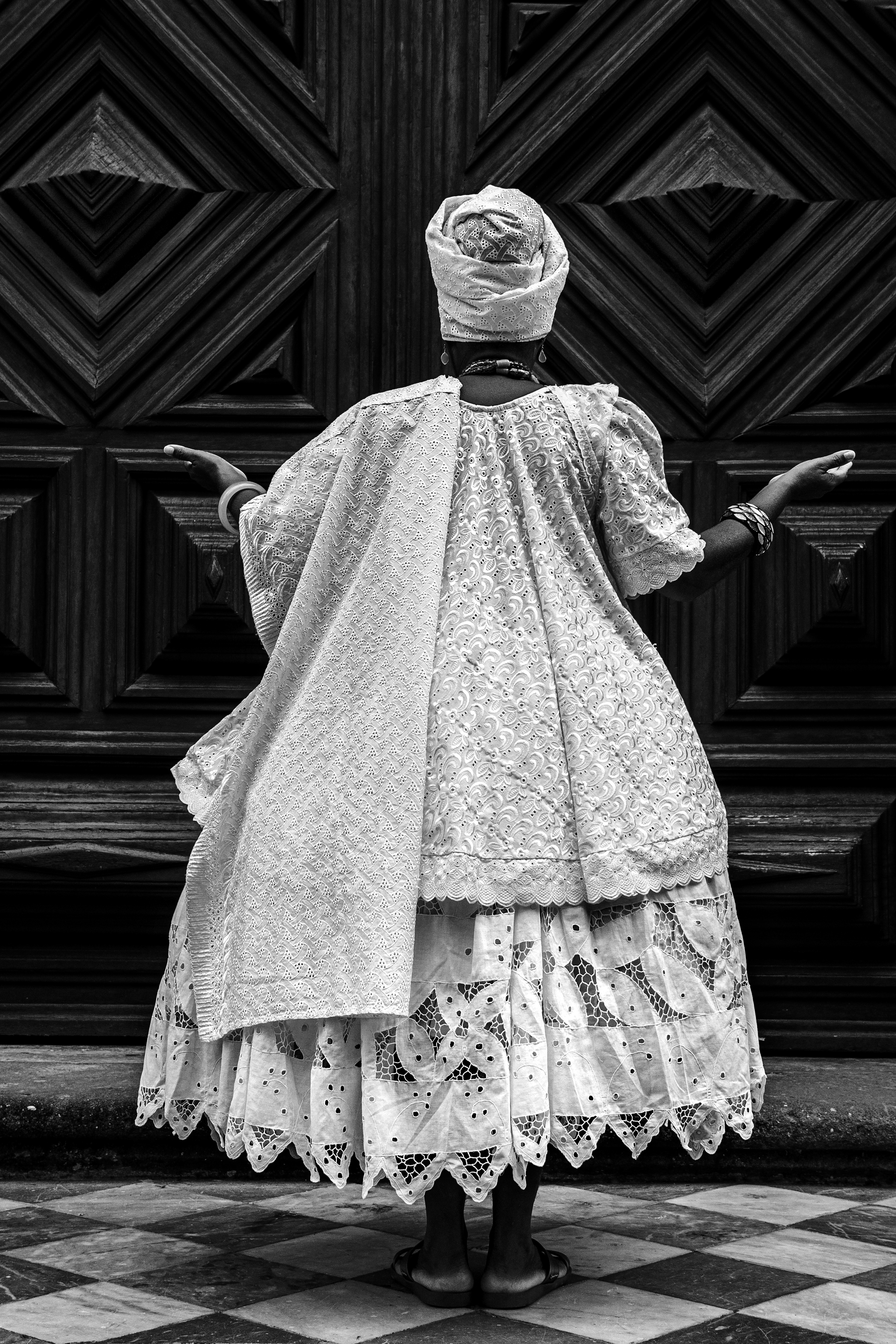